# Juan Carlos Quintero
Juan Carlos Quintero (Medellín, Antioquia, Colombia; 20 de febrero de 1978) es un exfutbolista colombiano. Jugaba como mediocampista.

## Trayectoria
En su carrera profesional figuran los equipos de Envigado F.C., Deportes Quindio, Deportivo Pereira, Atlético Bucaramanga, Junior y Millonarios.
Hasta el 2008 jugaba en el Independiente Medellín. El 6 de enero de 2008 el Millonarios confirmó el préstamo de Quintero a Independiente Medellín por un año y con opción de compra. A comienzos del 2009 se confirma su traslado al Santa Fe, club donde juega hasta finales de 2010. Posteriormente, llega al Atlético Huila para la temporada 2011. En el club opita solo juega seis meses tras los cuales su contrato es rescindido. Posteriormente llega a un acuerdo para regresar a Santa Fe. y fue rescindido de su contrato al final de la temporada. Aunque había sido confirmado como refuerzo para Real Cartagena en la temporada 2012, su traspaso fue descartado debido a una oferta de La Equidad, sin que el club haya anunciado aún oficialmente su incorporación.

## Selección Colombia
Con la Selección de fútbol de Colombia, Juan Carlos Quintero jugó tres partidos en la Copa Mundial de Fútbol Juvenil de 1993 disputada en Australia.

## Clubes
| Club                   | País     | Año         |
| ---------------------- | -------- | ----------- |
| Envigado F.C.          | Colombia | 1999        |
| Deportes Quindío       | Colombia | 1999 - 2000 |
| Deportivo Pereira      | Colombia | 2001        |
| Atlético Bucaramanga   | Colombia | 2002 - 2004 |
| Junior                 | Colombia | 2004 - 2005 |
| Millonarios            | Colombia | 2006 - 2007 |
| Independiente Medellín | Colombia | 2008        |
| Santa Fe               | Colombia | 2009 - 2010 |
| Atlético Huila         | Colombia | 2011        |
| Santa Fe               | Colombia | 2011        |
| La Equidad             | Colombia | 2012        |
| Cúcuta Deportivo       | Colombia | 2013        |
| Envigado F.C.          | Colombia | 2013 - 2014 |

## Palmarés

### Torneos nacionales
| Título              | Club     | País     | Año  |
| ------------------- | -------- | -------- | ---- |
| Torneo Finalización | Junior   | Colombia | 2004 |
| Copa Colombia       | Santa Fe | Colombia | 2009 |